# Luxação
Uma luxação é o deslocamento repentino e duradouro, parcial ou completo de um ou mais ossos de uma articulação. Sucede quando uma força atua diretamente ou indiretamente numa articulação, empurrando o osso para uma posição anormal. Ele pode ser confundido com entorse.

## Ocorrência
Embora seja possível qualquer articulação se tornar luxada, os locais mais comuns em que isso ocorre no corpo humano são:
- Ombros,
- Dedos,
- Joelhos,
- Punhos (mais provavelmente acompanhado por uma fratura.)
- Cotovelos (também acompanhada por uma fratura)
- Articulação Temporomandibular (ATM)

## Diagnóstico

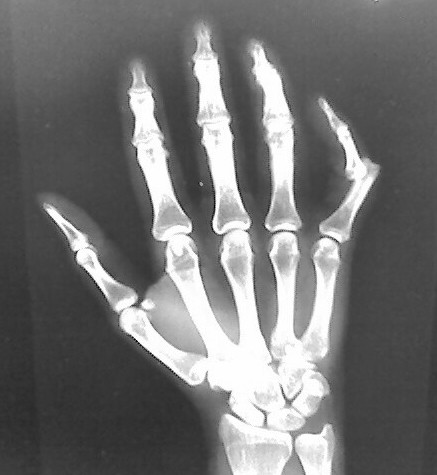
Raios X de uma luxação de dedo

Raios X geralmente são realizados para confirmar o diagnóstico e detectar qualquer fratura que possa ter ocorrido no momento da luxação. Uma luxação é facilmente vista em um raio-X.

## Tratamento
Uma articulação luxada só pode ser 'reduzida' com sucesso por um médico treinado. Tentar reduzir uma articulação sem treinamento pode causar agravamento ainda maior da lesão.
Assim que o diagnóstico for confirmado, a articulação geralmente é manipulada de volta para sua posição original. Isto pode ser um processo muito doloroso, consequentemente ele é tipicamente feito sob sedação ou em uma sala de cirurgia sob anestesia geral.
É importante que a articulação seja reduzida o mais rápido possível, já que, quando deslocada, o suprimento sanguíneo para a articulação (ou para a anatomia distal) pode estar comprometido. Isso é especialmente verdade no caso de um tornozelo deslocado, devido à anatomia do suprimento sanguíneo do pé.
Lesões de ombro também podem ser cirurgicamente estabilizadas, dependendo da gravidade, usando-se cirurgia artroscópica.
Para diminuir a dor do paciente, medicamentos antiinflamatórios normalmente são indicados. Algumas escolhas comuns são os antiinflamatórios não esteroidais, como diclofenaco, ibuprofeno, naproxeno, paracetamol, etc. Analgésicos também são úteis mesmo após a recolocação das articulações nos devidos locais.

## Prognóstico
Algumas articulações ficam sob maior risco de se desenvolver uma luxação novamente após uma lesão inicial. Isso ocorre devido ao enfraquecimento dos músculos e ligamentos que mantêm a articulação no local. O ombro é um exemplo clássico disso. Qualquer luxação de ombro deve ser acompanhada por ortopedista.

## Associação com outras doenças
Existem algumas doenças e condições médicas nas quais as luxações ocorrem frequentemente e espontaneamente nos pacientes acometidos, como a síndrome de Ehlers-Danlos e a displasia congênita de quadril.